# Lelice (gromada)
Lelice – dawna gromada, czyli najmniejsza jednostka podziału terytorialnego Polskiej Rzeczypospolitej Ludowej w latach 1954–1972.
Gromady, z gromadzkimi radami narodowymi (GRN) jako organami władzy najniższego stopnia na wsi, funkcjonowały od reformy reorganizującej administrację wiejską przeprowadzonej jesienią 1954 do momentu ich zniesienia z dniem 1 stycznia 1973, tym samym wypierając organizację gminną w latach 1954–1972.
Gromadę Lelice z siedzibą GRN w Lelicach utworzono – jako jedną z 8759 gromad na obszarze Polski – w powiecie płockim w woj. warszawskim, na mocy uchwały nr VI/10/13/54 WRN w Warszawie z dnia 5 października 1954. W skład jednostki weszły obszary dotychczasowych gromad Białuty, Cetlin, Lelice, Miodusy, Rogienice, Rogieniczki i Zbójno oraz miejscowość Reczewo z dotychczasowej gromady Gołocin ze zniesionej gminy Lelice w tymże powiecie. Dla gromady ustalono 15 członków gromadzkiej rady narodowej.
1 stycznia 1959 do gromady Lelice przyłączono obszar zniesionej gromady Bonisław (bez wsi Kędzierzyn, Rycharcice i Strusino oraz przysiółka Stradzewo) w tymże powiecie.
31 grudnia 1959 do gromady Lelice przyłączono wieś Tłubice ze znoszonej gromady Śmiłowo w tymże powiecie.
31 grudnia 1961 do gromady Lelice włączono wieś Rycharcice z gromady Zągoty w tymże powiecie; z gromady Lelice wyłączono natomiast wieś Tłubice, włączając ją do gromady Bielsk tamże, po czym gromadę Lelice włączono do powiatu sierpeckiego w tymże województwie.
Gromada przetrwała do końca 1972 roku, czyli do kolejnej reformy gminnej.